# 金炡一
金 炡一（キム・ジョンイル、朝鮮語: 김정일/金炡一、1949年 - ）は、大韓民国の公務員。初代防衛事業庁長。

## 経歴
慶尚南道固城出身。東亜高等学校、陸軍士官学校（第28期）、漢陽大学校行政大学院卒。陸軍内で要職を務めた。2005年8月に防衛事業庁の開庁準備団長を務め、同年12月30日には初代防衛事業庁長に任命された。2006年1月1日から同年7月25日までその職を務めた。